# Asterismo (gemologia)

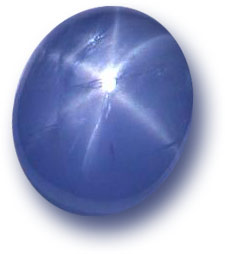
"Estrela de Bombaim" gema da coleção do Instituto Smithsoniano, um exemplo de asterismo.

Asterismo é um fenômeno que ocorre em gemas devido a impurezas de rutilo, criando uma área de maior reflexão da luz em forma de estrela.